# 전경태
전경태(1948년 1월 10일 ~ )는 대한민국의 정치인이다. 제38·39대 전라남도 구례군수를 지냈다.

## 전과
- 폭력행위등처벌에관한법률위반: 징역 6월, 집행유예 2년 - 1968년 11월 22일 선고[1]
- 향토예비군설치법위반: 징역 6월, 집행유예 1년 - 1980년 5월 27일 선고[1]
- 허위공문서작성, 허위작성공문서행사, 업무상횡령: 벌금 5,000,000원 - 2008년 7월 4일 선고[1]

## 역대 선거 결과
|  | 61.2% |

|  | 33.55% |

|  | 51.93% |

|  | 62.96% |

|  | 43.87% |

|  | 46.20% |

|  | 36.98% |

|  | 31.19% |

|  | 12.86% |